# Lac des Minimes
Pour les articles homonymes, voir Minimes.
Le lac des Minimes est un étang artificiel du bois de Vincennes dans le 12e arrondissement de Paris construit à l'emplacement de l'ancien couvent des Minimes d'où il tire son nom.

## Géographie

### Caractéristiques
Entouré d'une route circulaire interdite aux véhicules à moteur, le lac des Minimes est situé dans la partie nord-est du bois de Vincennes non loin de la commune de Fontenay-sous-Bois. Il a une superficie de 6 hectares et possède trois îles : l'île de la Porte-Jaune, l'île Nord, l'île Sud. Seule la première, accessible par un pont, est ouverte au public. Elle comprend un grand chalet construit sous Napoléon III qui accueille des réceptions (séminaires, mariages...). Les deux autres, très boisées, sont interdites d'accès : zone de faune et de flore sauvages, seul espace naturel à l'intérieur de la commune de Paris. La partie occidentale du lac ressemble à un fleuve, la partie orientale à une rivière encaissée et cernée d'épaisses frondaisons où se jettent de petites cascades. Deux pavillons néo-Louis XIII entourés d'un jardin à l'anglaise se trouvent à l'ouest du lac. Plusieurs espèces d'oiseaux nichent sur les rives ou dans les îles : poule d'eau, foulque macroule, bernache du Canada, canard colvert, cygne tuberculé, grèbe huppé, grand cormoran, héron cendré. L'endroit est également une zone de pêche à la ligne (brochets, sandres, carpes, carassins, gardons, rotengles, goujons, tanches, brèmes, chevesne, perches, perches-soleil et poissons-chats).
L'un des joyaux du jardin à l'anglaise était un hêtre pourpre séculaire. Les services de la Mairie de Paris l'ont abattu en 2015, au motif que l'arbre, malade, était un danger pour les promeneurs.

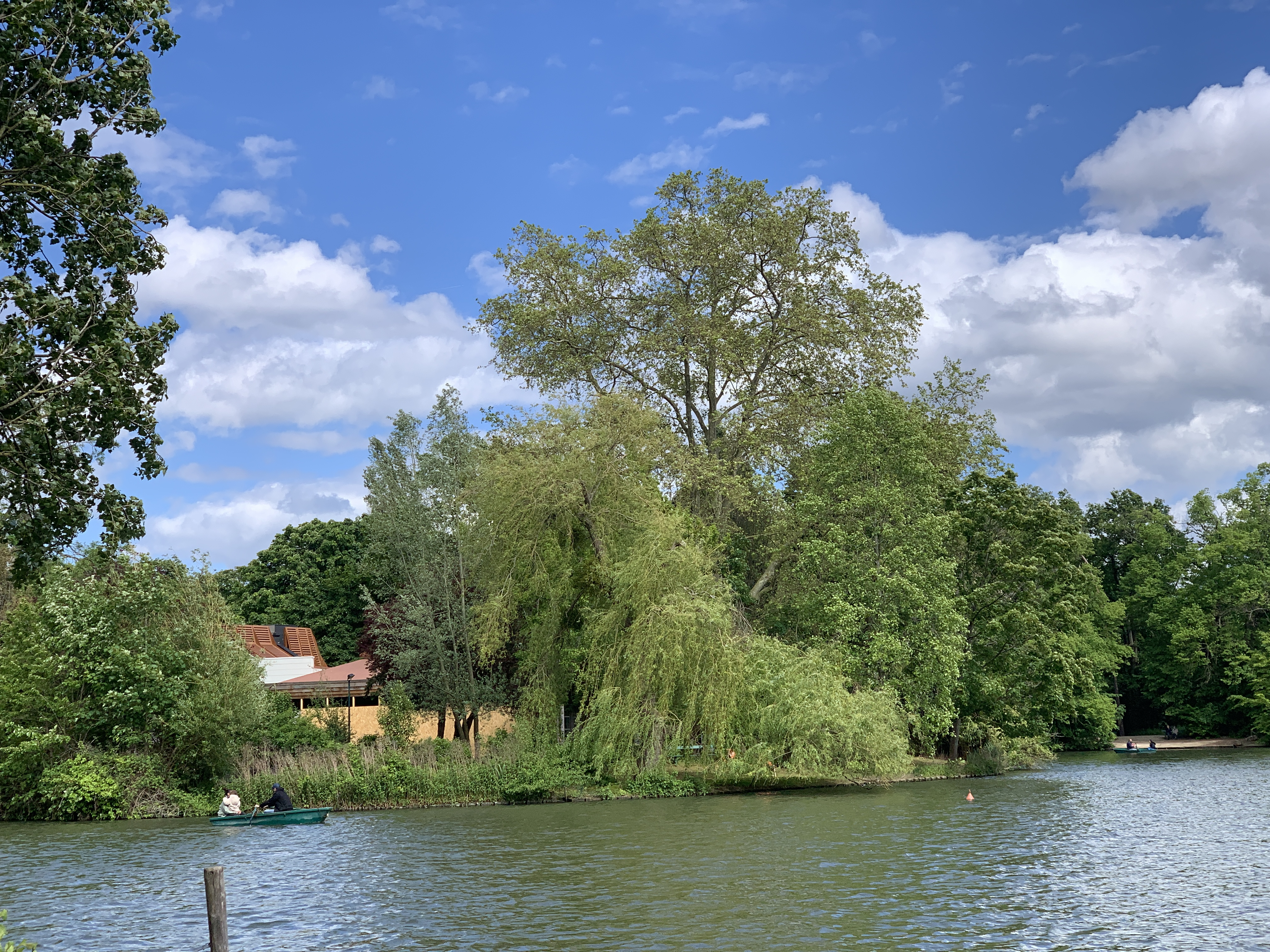
Île de la Porte-Jaune.
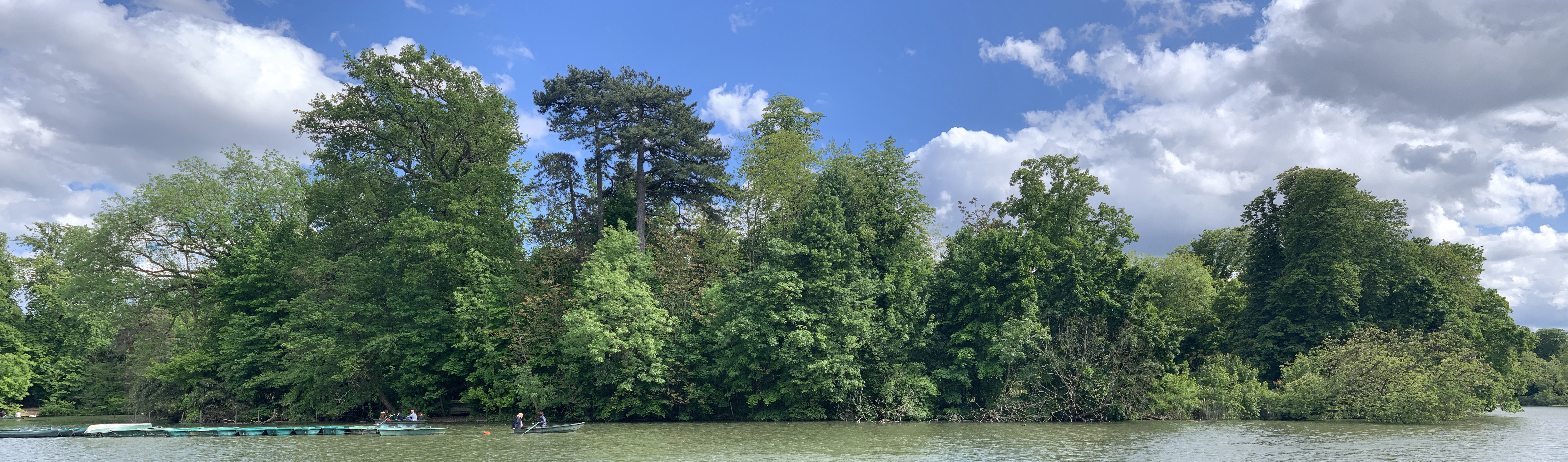
Île nord.
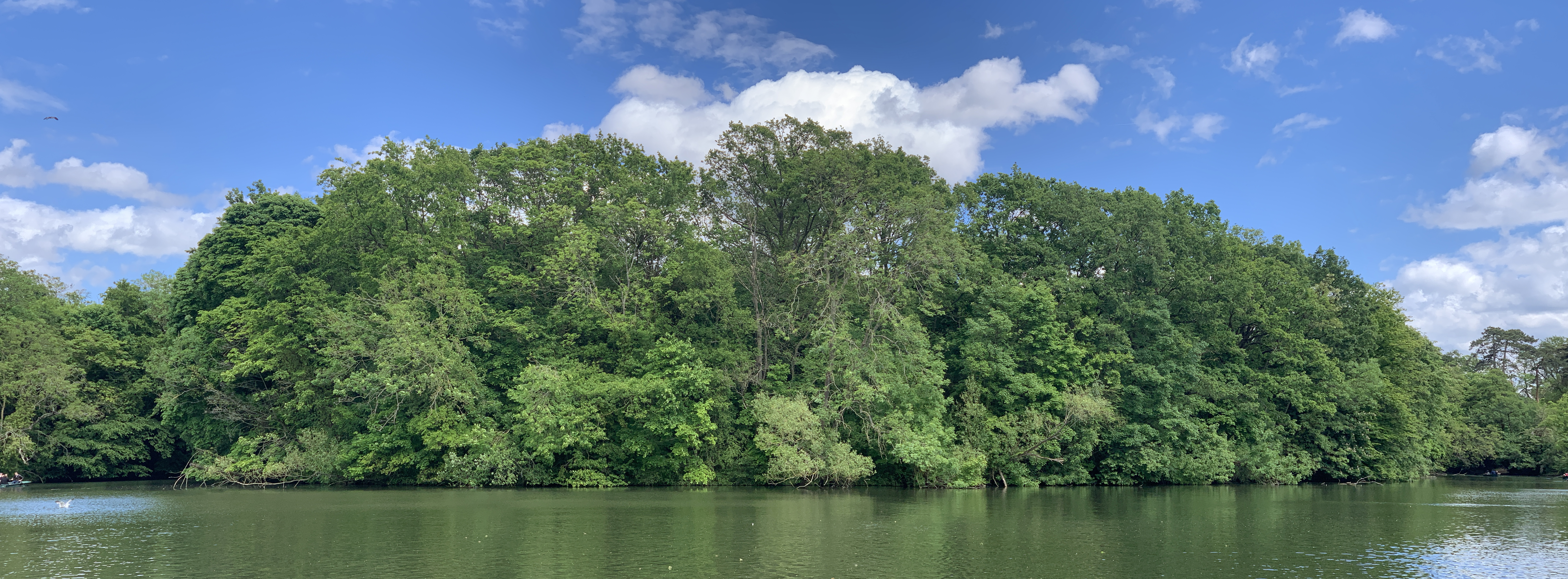
Île sud.

### Hydrographie
De 1866 à 1974, l'eau de la Marne alimente le lac des Minimes grâce au réservoir de 28 000 m3 que constitue le lac de Gravelle, le plus élevé des quatre présents dans le bois. Celui-ci était lui-même alimenté par la station de pompage hydraulique de Saint-Maur-des-Fossés située 40 mètres plus bas. Depuis 1974, à la suite de l'ouverture de l'autoroute A4 qui condamna la station sur la Marne, l'eau du système hydraulique du bois est pompée dans la Seine par l'usine du pont d'Austerlitz, puis ramenée au lac de Gravelle. L'émissaire de ce dernier vers celui des Minimes s'appelle la rivière artificielle de Joinville.

## Historique
Les restes du couvent des Minimes de Vincennes (prédédemment prieuré grandmontain), supprimé en 1790, sont détruits de 1857 à 1859 par Adolphe Alphand lors des premiers travaux entrepris pour l'aménagement du bois de Vincennes.